# 佐賀駅
佐賀駅（さがえき）は、佐賀県佐賀市駅前中央一丁目にある、九州旅客鉄道（JR九州）長崎本線の駅である。駅番号はJH08。

## 概要
佐賀県の県庁所在地・佐賀市の代表駅である。特急列車を含む全列車が停車する。
当駅は路線名称上としては長崎本線の単独駅だが、長崎本線久保田駅を起点とする唐津線列車が全て当駅まで乗入れており、長崎本線と唐津線の接続駅としての機能も有している。なお長崎本線特急列車は久保田駅を通過するため、特急を介して長崎本線江北駅方面と唐津線を乗継ぐ際には一旦、当駅まで行って乗換える必要があるが、分岐駅通過特例により、当駅で途中下車をしなければ乗越区間（当駅 - 久保田駅間往復）運賃は不要である。
1987年（昭和62年）までは当駅を起点とする佐賀線が乗入れていた。
近年では2022年（令和4年）9月23日開業した西九州新幹線や2024年（令和6年）の国民スポーツ大会・全国障害者スポーツ大会開催が関係し、佐賀駅南口と北口で整備事業を進めて来た。

## 歴史

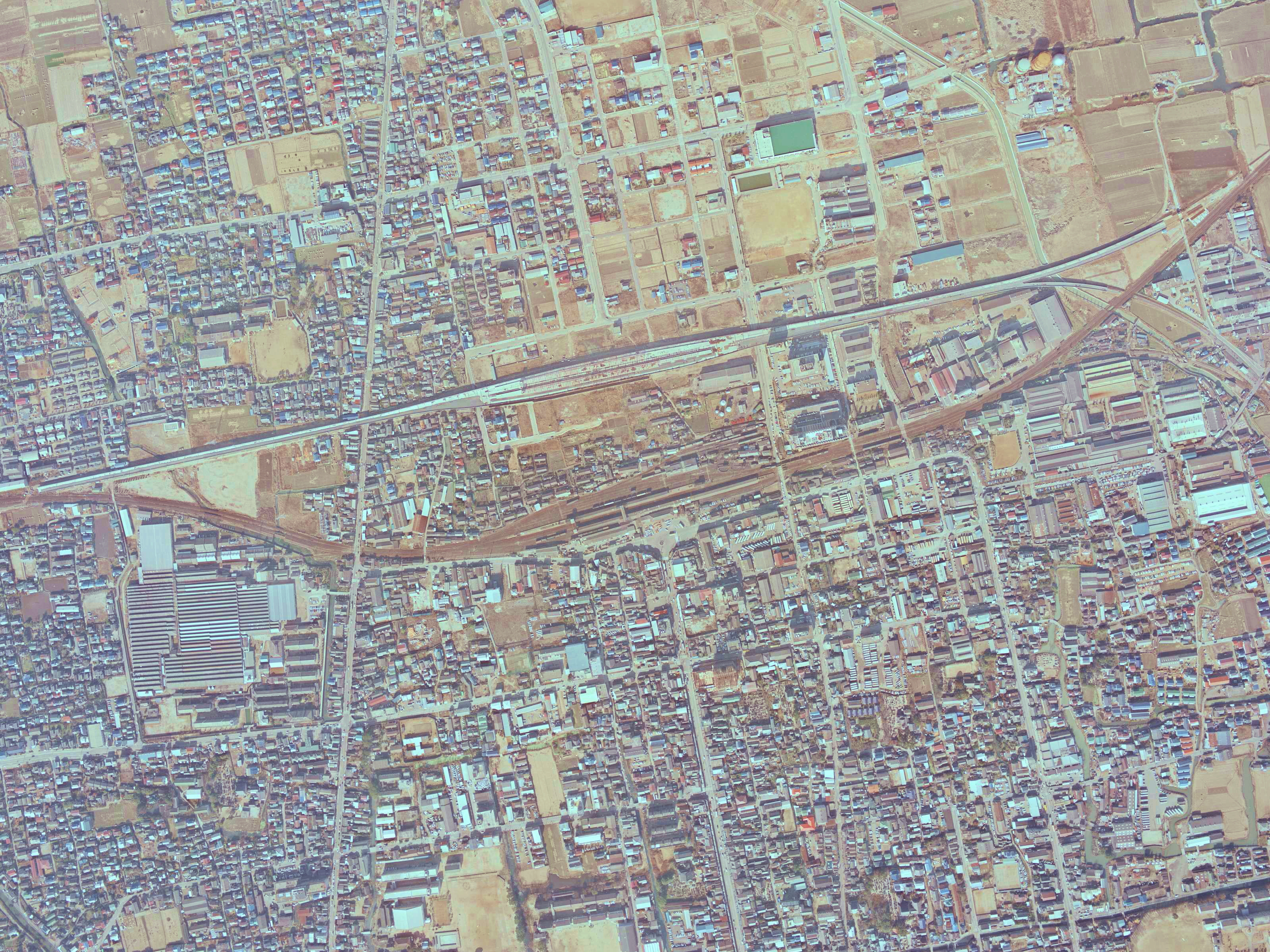
高架化工事中の佐賀駅周辺の空中写真（1975年1月撮影）

- 1891年（明治24年）8月20日：九州鉄道（初代）の駅として開設[2]。
- 1907年（明治40年）7月1日：九州鉄道が国有化、帝国鉄道庁の駅となる[2]。
- 1935年（昭和10年）5月25日：佐賀線が筑後大川駅まで開通し全通[3]。
- 1976年（昭和51年）2月19日：高架化工事完成により約100 m北側に移転[2][4]。車扱貨物の取扱を廃止[2]（鍋島駅に移管[1]）。
- 1977年（昭和52年）：北口広場前整備[5]。
- 1986年（昭和61年）11月1日：荷物扱い廃止[2]。
- 1987年（昭和62年）3月28日：佐賀線全線廃止[3]。
- 1987年（昭和62年）4月1日：国鉄分割民営化に伴い、JR九州に移管[2]。
- 2002年（平成14年）10月5日：自動改札機設置と供用開始[6][7]。
- 2009年（平成21年）3月1日：長崎本線（佐賀駅 - 鳥栖駅間）でICカード「SUGOCA」の利用を開始[8]。
- 2012年（平成24年）2月29日：西口改札閉鎖。
- 2016年（平成28年）10月21日：改札前コンコースを改装。デジタルサイネージ「TERAビジョン」などを設置[9]。
- 2021年（令和3年）
  - 5月10日：佐賀駅北口広場（約2,800m2）の完成。出入口が分離していた北口を1ヶ所に集約。歩行者が信号待ちの際、時間が掛かる難点があった変形交差点から、一度の信号の切替わりで東西南北のどちらにも横断出来るスクランブル交差点を導入。南側にタクシーの乗車場とプール（滞留所）、北側に一般車両の乗車場と駐車場（11台、障害者用1台）、駅舎側には待ち合わせスペース設置[5]。
  - 6月1日：南口広場の整備工事が開始[10]。
- 2022年（令和4年）10月8日：ホームに「サガ」シリーズの楽曲を編曲した駅メロディを導入。唐津駅でも同様に導入される[11]。
- 2023年（令和5年）4月26日：旧えきマチ1丁目佐賀西館がサガハツとしてオープンに伴い、西口改札も復活（交通系ICカード専用）。
- 2024年（令和6年）10月3日：長崎本線（佐賀駅 - 江北駅間）でICカード「SUGOCA」の利用を開始。

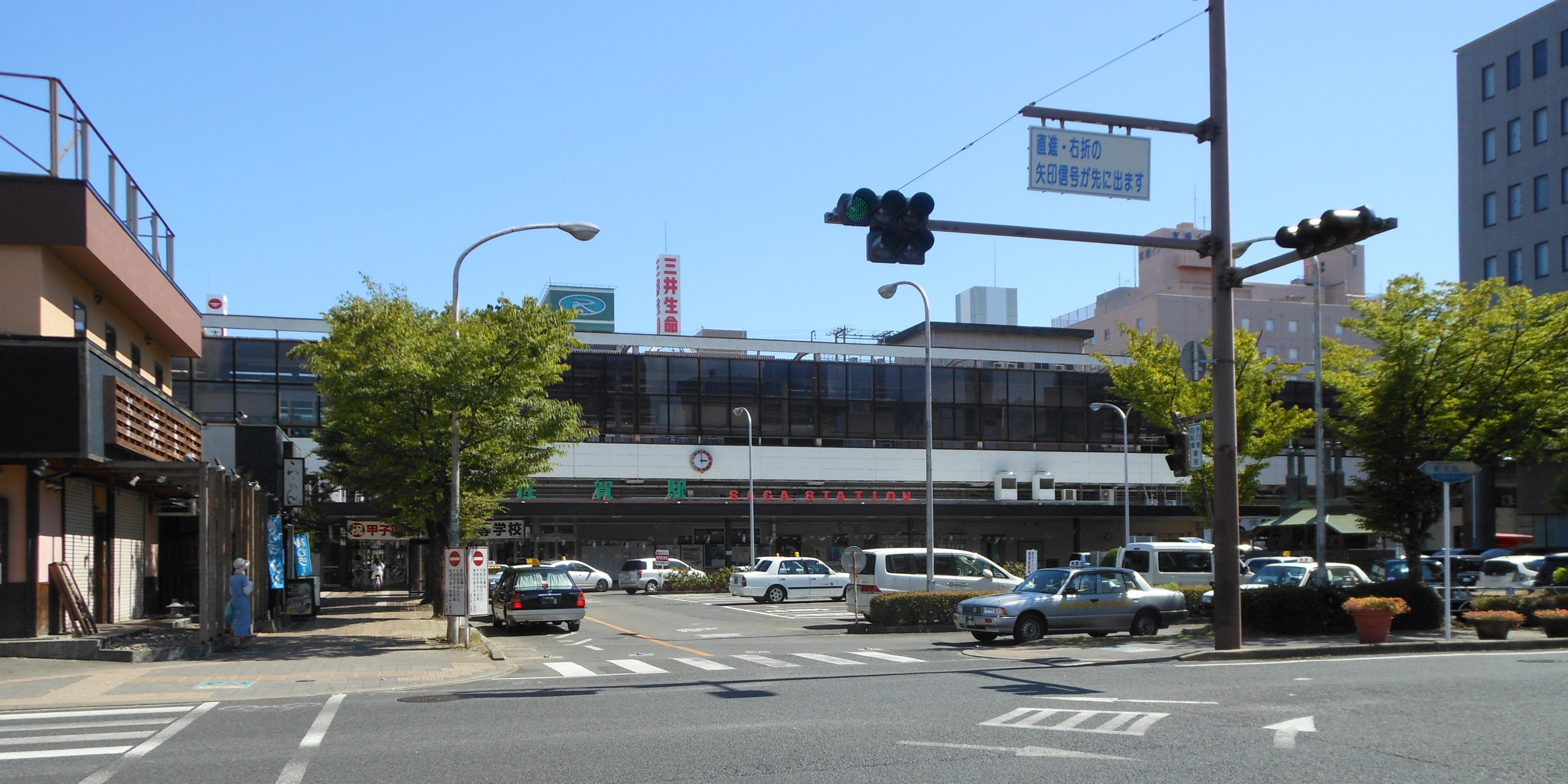
リニューアル前の北口（2015年8月）
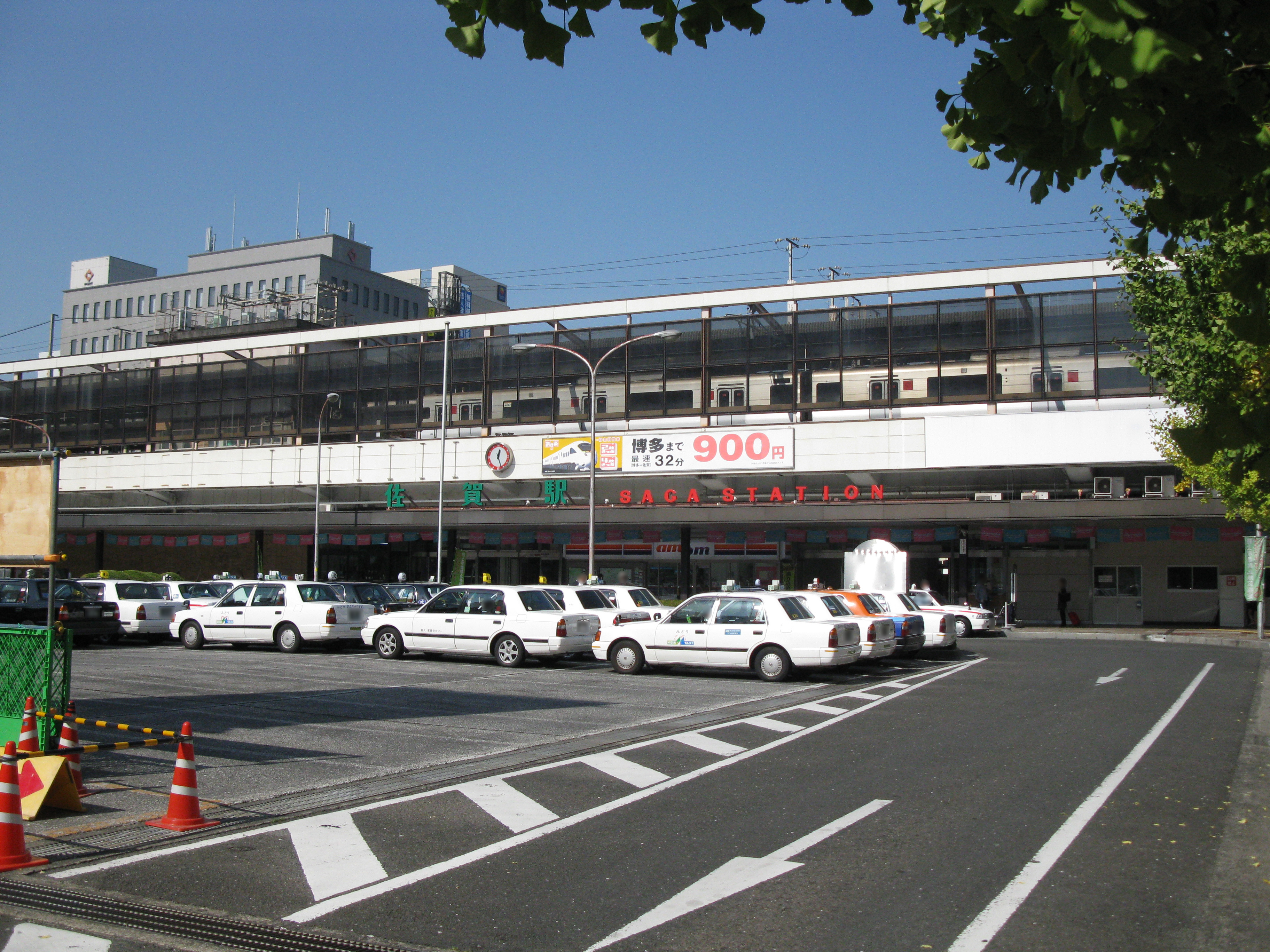
リニューアル前の南口（2009年10月）

## 駅構造

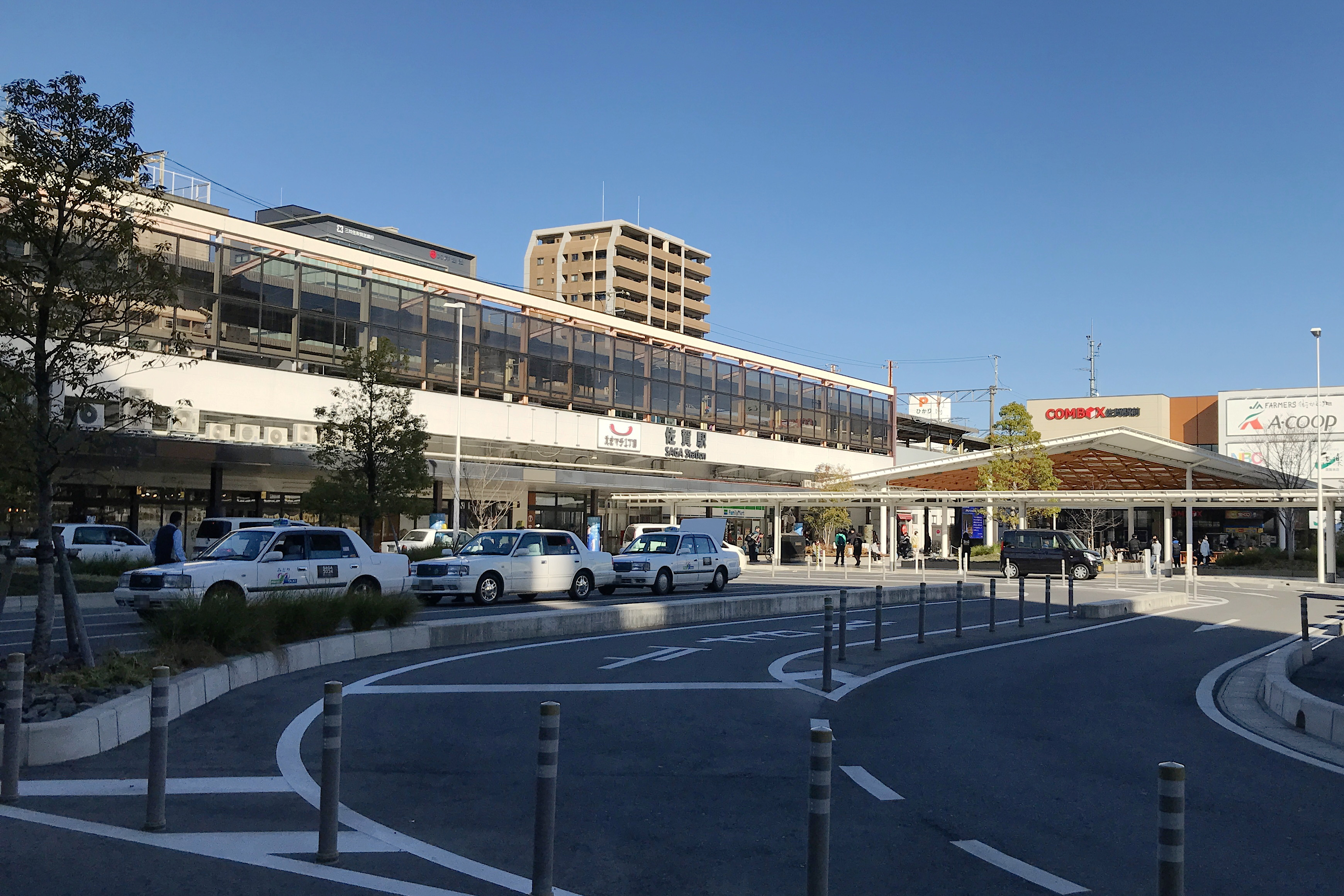
南口（2023年10月）

島式ホーム2面4線を有する（1番のりば外側に機回し線がある）高架駅で高架下に駅舎・コンコースがある。なお、駅を真上から俯瞰した場合、駅の高架形状が北側が直線的であるのに対し、南側が曲線的であるのは将来的には北側に沿って新幹線駅の併設と新幹線高架線を考慮した名残である。また、1番のりばの鳥栖方には切込線があるが、これは佐賀線の列車が発着していた名残で、一部であるが鳥栖方面に600メートル程進んだところに佐賀線の高架も残っている。ホームまでのエスカレーター・エレベーターは整備されたが、ホーム嵩上げは唐津線のステップ付気動車が入線するため行われなかった。これは普通電車の場合は20センチメートル弱の段差が生じるためである。2012年にはホーム鳥栖寄り半分の嵩上げ工事が実施され、床も博多駅と似たレンガ調のものになった。一方江北寄りは従来のまま工事は実施されず、唐津線の気動車の停車位置が江北側に移動する形となっていて、駅の放送案内でも、唐津線の列車は待合室付近には停車しないという旨の放送が流れる。今までのようにホーム中央に停車しなくなったので、乗車の際は注意が必要である。
運転扱い上は、1番が機回し線、2番が1番のりば、4番が2番のりば（下り本線）、5番が3番のりば、6番が4番のりば（上り本線）となっており、3番はかつての佐賀線用切り欠きホーム（線路は撤去済）で欠番となっている。なお、旧国鉄の高架新駅誕生当初の番号が現在も使用されている。
構内にはえきマチ1丁目（旧・デイトス）などの商業施設や佐賀市観光案内所などがあるが、テナントの入替わりも激しい。えきマチ1丁目佐賀は東館と西館に分かれており、2004年（平成16年）に改装が行われた際、西館にはスーパーなどが入居したが、その後スポーツジムが一時期入っていたのを経て、現在はサガハツとしてリニューアルされた。直営駅であり、みどりの窓口・自動改札機が設置されている。また、駅自動放送が導入されている。

### のりば
| のりば | 路線                                                           | 方向 | 行先                       | 備考                                           |
| ------ | -------------------------------------------------------------- | ---- | -------------------------- | ---------------------------------------------- |
| 1・3   | 長崎本線                                                       | 下り | 江北・肥前鹿島・早岐方面   |                                                |
| 1・3   | 長崎本線                                                       | 上り | 鳥栖・博多方面             | 朝夕のラッシュ時は、鳥栖以北の鹿児島本線と直通 |
| 1・3   | ■唐津線                                                        | 下り | 唐津・西唐津方面           |                                                |
| 2      | 長崎本線                                                       | 下り | 江北・肥前鹿島・早岐方面   |                                                |
| 2      | □特急「リレーかもめ」                                          | 下り | 武雄温泉・諫早・長崎方面   | 武雄温泉で新幹線「かもめ」に接続               |
| 2      | □特急「みどり」「ハウステンボス」                              | 下り | 佐世保・ハウステンボス方面 |                                                |
| 2      | □特急「かささぎ」                                              | 下り | 江北・肥前鹿島方面         |                                                |
| 2      | □観光特急「36ぷらす3」                                         | 下り | 肥前浜・佐世保方面         | 月曜日のみ運行                                 |
| 3      | □観光特急「36ぷらす3」                                         | 上り | 鳥栖・博多方面             | 月曜日のみ運行                                 |
| 4      | 長崎本線                                                       | 上り | 鳥栖・博多方面             |                                                |
| 4      | □特急「リレーかもめ」「かささぎ」 「みどり」「ハウステンボス」 | 上り | 鳥栖・博多方面             | 当駅始発の「かささぎ」は3番のりば              |

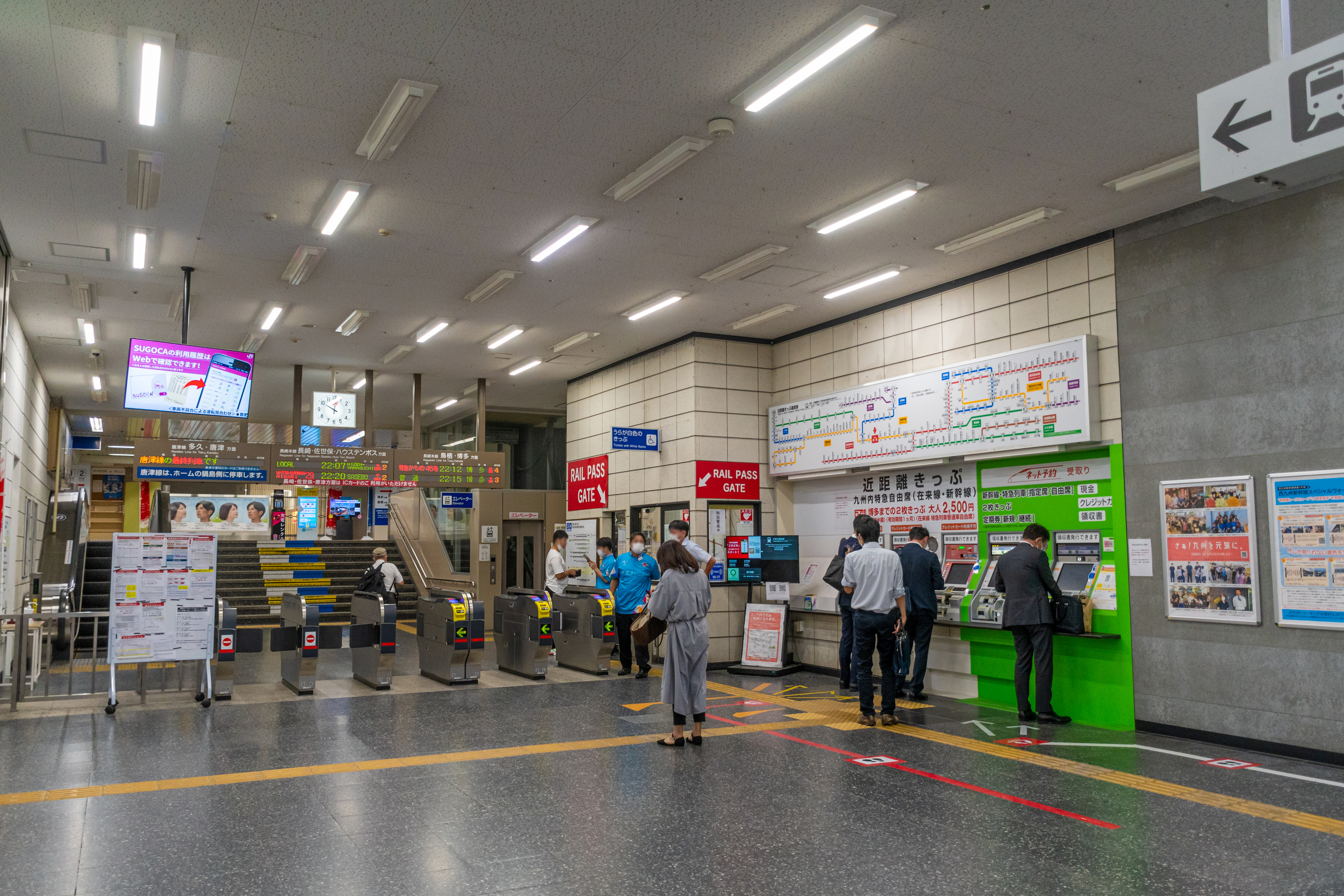
改札口（2021年10月）
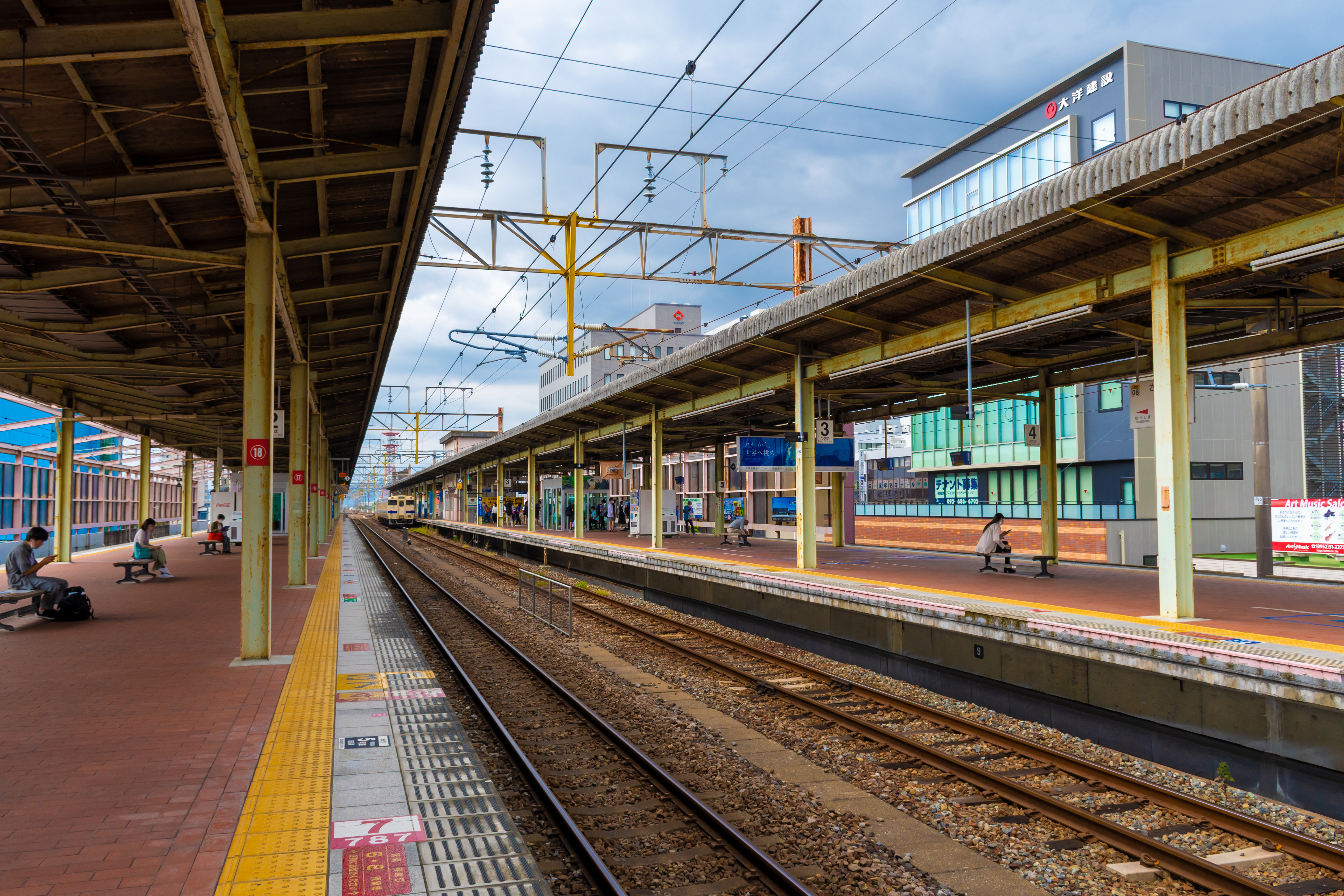
ホーム（2021年10月）
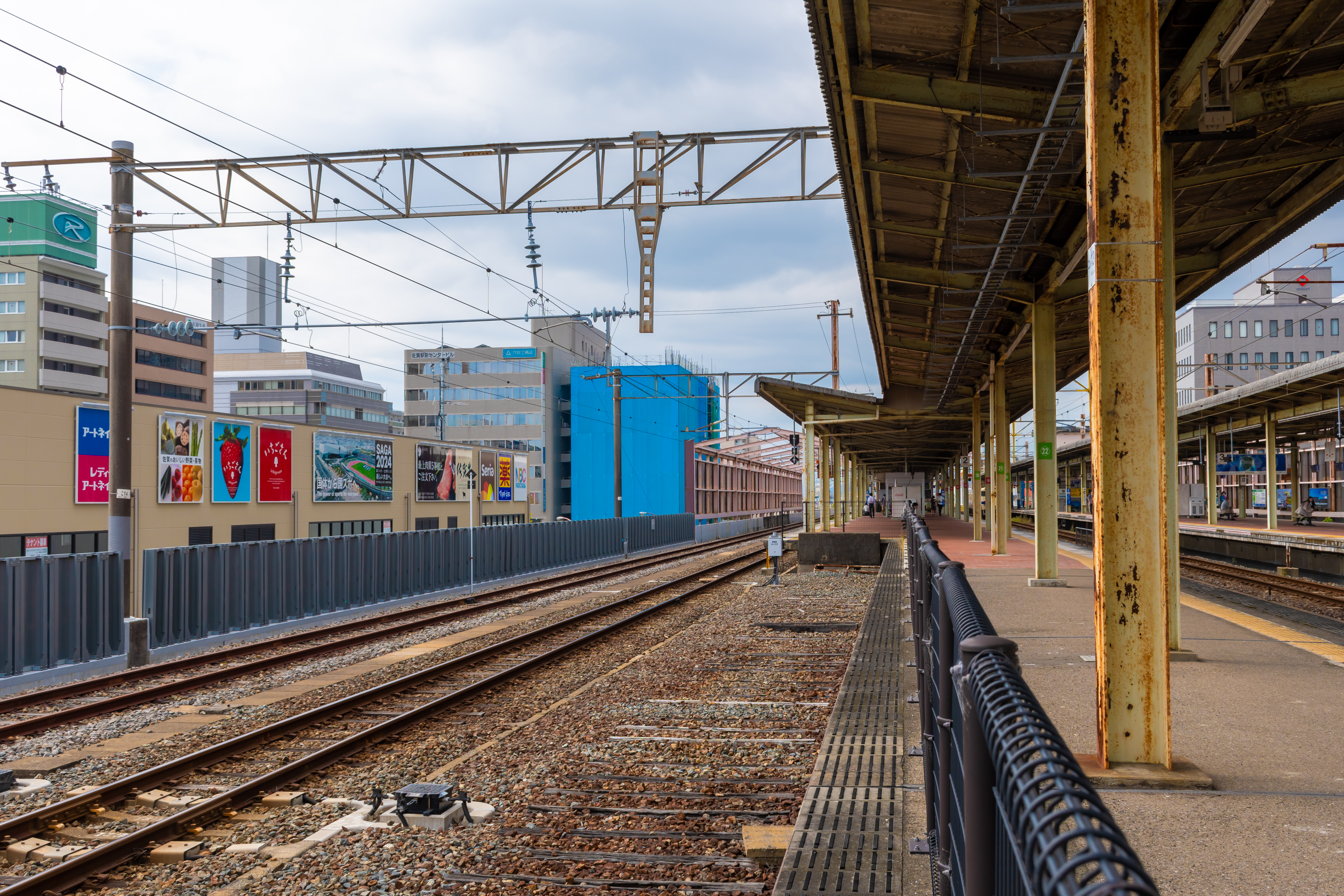
旧佐賀線ホーム（2021年10月）

## 駅弁
2023年ごろまでは、佐賀駅構内営業有限会社（あら玉）が販売していた。主な駅弁は下記の通り。
- 佐賀名産特製ちらし寿司
- 佐賀みつせ鶏「とりトロ弁当」

## 利用状況
2023年度の1日平均乗車人員は11,722人である。
JR九州の駅の中では11位（23年度）で、長崎本線及び佐賀県内の駅の中では最も多い。以前はJR九州の駅別乗車人員で10位より上に入っていたが、福岡都市圏周辺の駅の利用者数の増加により、現在は11位となっている。コロナ禍以前は乗車人員は12,000人程度で、微増傾向であった。
福岡方面に行く目的や佐賀市周辺からの通勤通学で利用されている。
なお、佐賀 - 博多間の特急列車は西日本鉄道（西鉄）が佐賀 - 福岡間で運行する高速バス「わかくす号」に対して所要時間の面で優位に立っている。上り特急の当駅から博多駅までは、最後部車両を除いた普通車指定席の空いている席に、自由席特急券で乗車可能の特例が設けられていたが、2018年3月16日限りで終了した。
| 年度   | 1日平均 乗車人員 | 出典   |
| ------ | ---------------- | ------ |
| 2000年 | 10,371           | [ 14 ] |
| 2001年 | 10,157           | [ 14 ] |
| 2002年 | 10,312           | [ 14 ] |
| 2003年 | 10,421           | [ 14 ] |
| 2004年 | 10,602           | [ 14 ] |
| 2005年 | 10,807           | [ 14 ] |
| 2006年 | 11,084           | [ 14 ] |
| 2007年 | 11,228           | [ 14 ] |
| 2008年 | 11,356           | [ 14 ] |
| 2009年 | 11,097           | [ 14 ] |
| 2010年 | 11,390           | [ 14 ] |
| 2011年 | 11,697           | [ 14 ] |
| 2012年 | 11,949           | [ 14 ] |
| 2013年 | 12,432           | [ 14 ] |
| 2014年 | 12,023           | [ 14 ] |
| 2015年 | 12,251           | [ 14 ] |
| 2016年 | 12,341           | [ 15 ] |
| 2017年 | 12,535           | [ 16 ] |
| 2018年 | 12,624           | [ 17 ] |
| 2019年 | 12,348           | [ 18 ] |
| 2020年 | 8,546            | [ 19 ] |
| 2021年 | 9,404            | [ 20 ] |
| 2022年 | 10,619           | [ 21 ] |
| 2023年 | 11,722           | [ 13 ] |

## 駅周辺

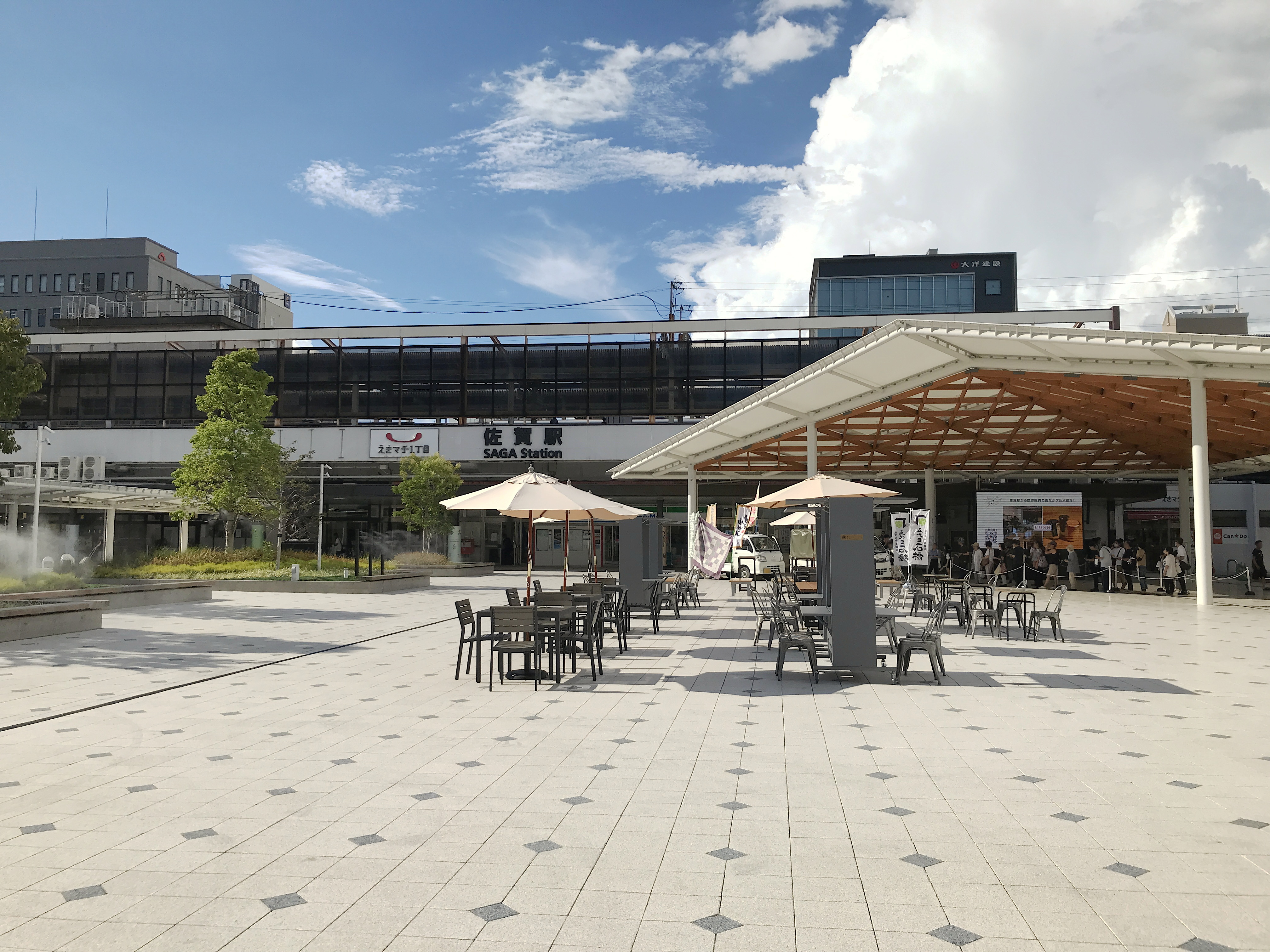
南口の佐賀駅前交流広場（2023年8月）

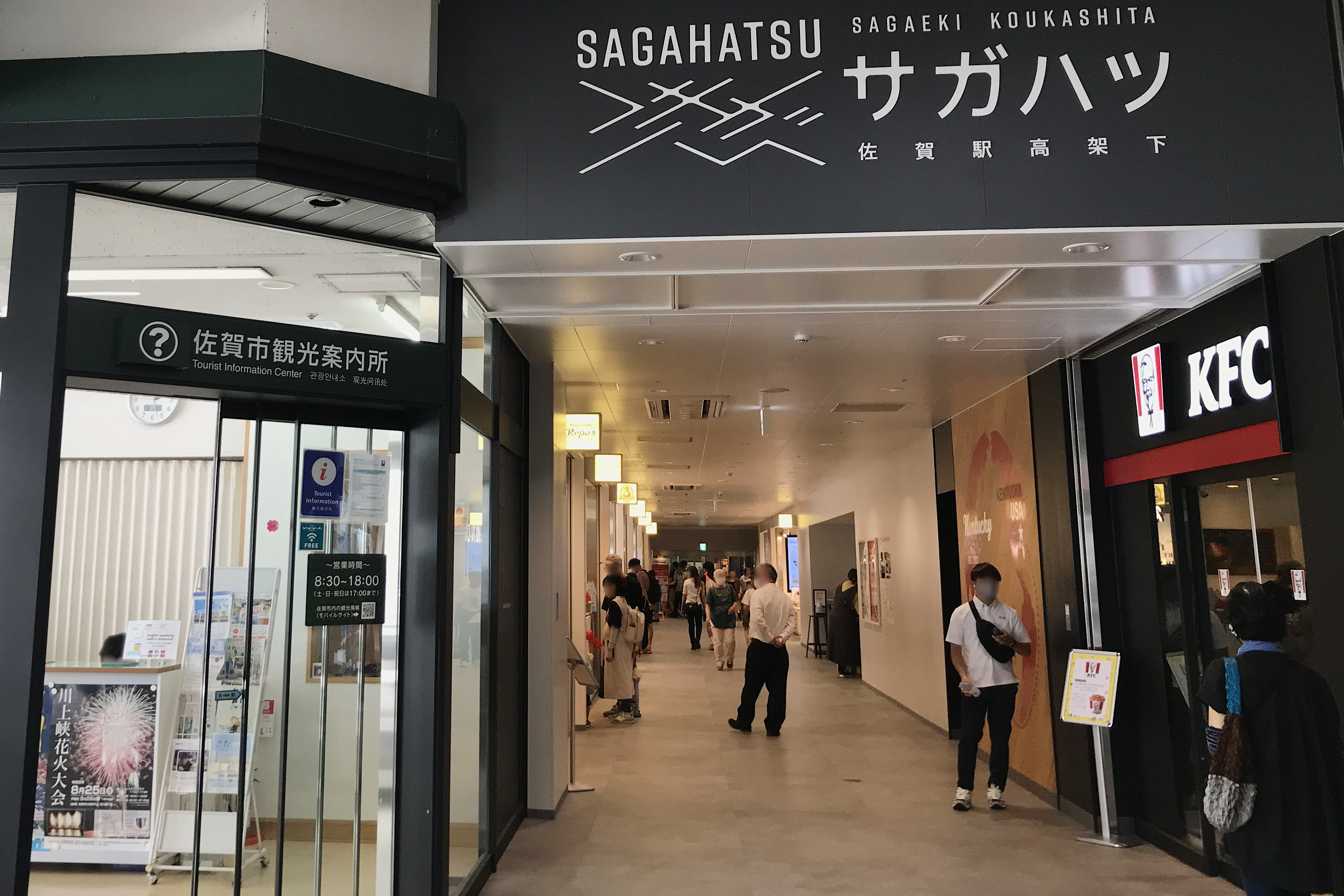
商業施設サガハツと南口の観光案内所（2023年8月）

佐賀市の中心市街地の北寄りに位置している。佐賀県庁・佐賀城・佐嘉神社などは南へ2 kmに位置している。

### 駅北口
公営佐賀駅北第一自転車駐車場（事前契約のみ）を整備。
公営佐賀駅北第二自転車駐車場（コイン式）を整備。
- ドン・キホーテ 佐賀店
- 佐賀信用金庫鳥栖支店
- 佐賀県立佐賀商業高等学校

### 駅南口
1980年に寄贈された佐賀県を代表する民俗芸能の「面浮立」の銅像が立つ。合戦・豊作や神事的な踊りを伝承する。
サガ・ライトファンタジー期間中、JR佐賀駅南口にグリコのネオン看板（小型の道頓堀の看板）が設置される。1952年（昭和27年）、佐賀に江崎グリコ九州工場を建設（2019年1月に解散）したのと同時に（現在地より200m南にあった）国鉄佐賀駅前広場には高さ18メートルのグリコのランナーの大広告塔が建っていたが、1966年（昭和41年）に交通の障害になった等の事情もあり、屋外広告物条例との関係で撤去されている。
2022年11月、佐賀駅前交流広場が設置された。
JQパークス佐賀駅南口（駐車場）

### 駅東側
佐賀駅バスセンター（西鉄高速・佐賀市営・祐徳・昭和）
えきマチ1丁目佐賀（駅構内）
佐賀市役所
公営佐賀駅東自転車駐車場（自転車・バイク）

### 駅西側
サガハツ（駅構内）
公営佐賀駅西自転車駐車場（自転車・バイク）
えきマチ1丁目佐賀西館駐車場
JBMパーキング佐賀駅西高架下（駐車場、カーシェア）

### 主な店舗・施設
- 東横INN佐賀駅前
- コムボックス佐賀駅前
  - NBCラジオ佐賀
- 唐人町商店街
- 九州国際情報ビジネス専門学校
- ホテルルートイン佐賀駅前
- コンフォートホテル佐賀
- アパホテル〈佐賀駅南口〉
- 九州電力佐賀支店
- 佐賀東信用組合本店
- 佐賀共栄銀行神野支店
- 佐賀市役所
- 佐賀県農業協同組合中央会
- 佐賀駅前郵便局
- サガシティホテル
- 佐賀ワシントンホテルプラザ
- 佐賀学園高等学校・成穎中学校
- 佐賀県立佐賀商業高等学校
- 佐賀年金事務所
- 読売新聞佐賀支局
- Cygames佐賀ビル
- アメダス佐賀（佐賀市駅前中央）
- ザ・ビッグ 多布施店

## バス路線
駅の東隣にある佐賀駅バスセンターから各方面への一般路線バス、高速バスが発着する。駅の北側には佐賀駅北口バス停がある。
なお、ユタカ交通が運行する夜行高速バス「ユタカライナー」は、佐賀駅バスセンターの南向かいの駐車場東側（佐賀県JA会館向かい）にある同社独自の「佐賀」停留所より発着する。

## 隣の駅
九州旅客鉄道（JR九州）
 長崎本線
- 特急「かささぎ」「リレーかもめ」「みどり」「ハウステンボス」停車駅

■区間快速（上りのみ運転）・■普通
伊賀屋駅 (JH07) - 佐賀駅 (JH08) - 鍋島駅
■唐津線（当駅 - 久保田駅間長崎本線）
佐賀駅 - 鍋島駅

### かつて存在した路線
日本国有鉄道
佐賀線
佐賀駅 - 東佐賀駅